# Liste des maires de La Charité-sur-Loire
Cet article dresse une liste par ordre de mandat des maires de La Charité-sur-Loire.

## Liste des maires

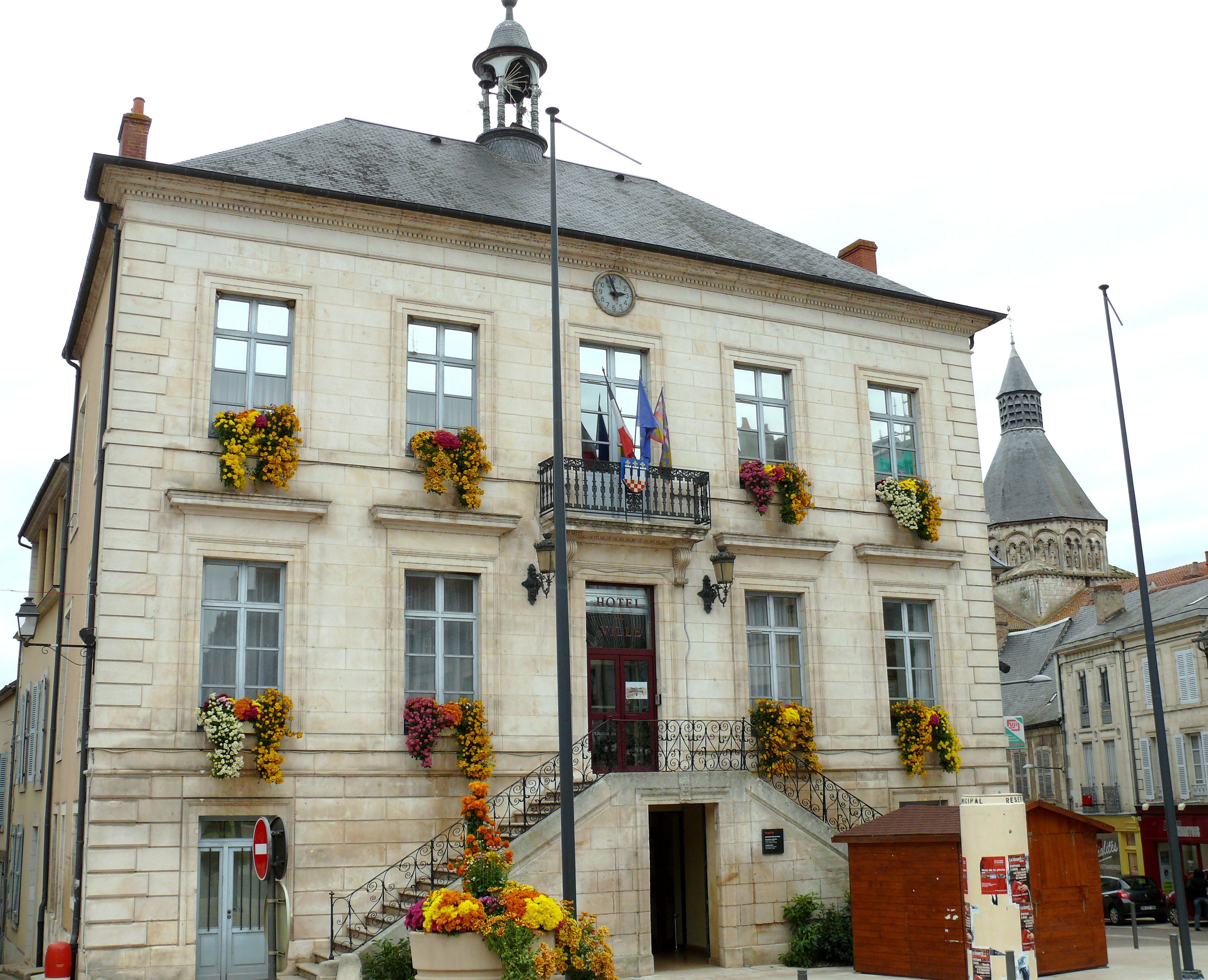
L'hôtel de ville de La Charité-sur-Loire.

| Période                                  | Période  | Identité          | Étiquette    | Qualité |
| ---------------------------------------- | -------- | ----------------- | ------------ | --- |
| Les données manquantes sont à compléter. |          |                   |              | |
| 1896                                     | 1912     | Isidore Corté     | Rad.         | Conseiller général de La Charité-sur-Loire                                                                                                |
| 1912                                     | 1939     | Marcel Lebœuf     | Rad. ind.    | Médecin Maire de Charnay (1904-1912) Conseiller général de La Charité-sur-Loire Président du conseil général de la Nièvre Député Sénateur |
| 1939                                     | 1941     | Henri Martinet    |              | Conseiller général de La Charité-sur-Loire                                                                                                |
| 1941                                     | 1944     | François Chauveau |              | |
| 1944                                     | 1947     | Gustave Thuriot   | SFIO         | Conseiller général de La Charité-sur-Loire                                                                                                |
| 1947                                     | 1952     | Fernand Simonot   | RPF          | Conseiller général de La Charité-sur-Loire                                                                                                |
| 1952                                     | 1971     | Paul Boulet       | UNR puis UDR | Député (1958-1962) |
| 1971                                     | 1994     | Robert Guillaume  | PS           | Retraité de l'éducation nationale Conseiller général de La Charité-sur-Loire Sénateur (1977-1992)                                         |
| 1994                                     | 2001     | André Dupis       | PS           | |
| 2001                                     | 2014     | Gaëtan Gorce,     | PS           | Administrateur civil Député (1997-2011) Sénateur (2011-2017)                                                                              |
| 2014                                     | en cours | Henri Valès,      | DVG          | Président de la Communauté de communes |